# Martin Lind (atlet)
 For alternative betydninger, se Martin Lind. (Se også artikler, som begynder med Martin Lind)
Martin Lind (født 21. august 1964) er en tidligere dansk atlet og nu speciallæge i ortopædkirurgi. Han var medlem AGF.
Lind tog Studentereksamen ved Viby Amtsgymnasium 1985. Derefter blev det Premedical studier ved University of Alabama i USA og en Cand.med.-eksamen 1993 og ph.d. 1996 fra Århus Universitet. Han blev speciallæge i ortopædkirurgi 2004 og professor i idrætstraumatologi på Idrætsklinikken på Århus Sygehus 2012.

## Internationale ungdomsmesterskaber
- 1983 JEM Stangspring 19. plads 4,60

## Danske mesterskaber
- Sølv 1989 Stangspring 4,70
- Bronze 1988 Stangspring 4,80
- Guld 1986 Stangspring 5,00
- Bronze 1983 Stangspring 4,80
- Bronze 1982 Stangspring 4,70

## Personlig rekord
- Stangspring: 5,11 1984